# Хигући Ићијо
Хигући Ићијо (транслит. ; 2. мај 1872 – 23. новембар 1896) било је уметничко име јапанске књижевнице Хигући Нацу (јапански: 樋口 奈津 Higuchi Natsu), познатије као Хигући Нацуко (樋口 夏子 Higuchi Natsuko). Хигући Ићијо била је једна од најзначајнијих ауторки периода Меиђи, а уједно и међу првим јапанским списатељицама које су се бавиле модернистичком књижевношћу. Позната је по кратим причама психолошке тематике.

## Младост
Хигући Ићијо рођена је као Хигући Нацуко, унутар породице која се пре њеног рођења преселила у Токио из фармерске заједнице оближње провинције. Са четрнаест година уписала је престижну академију поезије Хагиноја, где је учила класичну књижевност као студент професорке Накађиме Утако. На академији се бавила изучавањем јапанске књижевности која потиче из периода Хеиан. Када је имала седамнаест година, суочила се са очевом и братовом смрћу. Убрзо се из породичног дома одселио и њен млађи брат, намеравајући да започне нови живот са својом породицом, због чега је сва одговорност према мајци и млађој сестри пала на њу. Њен отац је преминуо након великог пословног неуспеха, те су мајка удовица и две малолетне девојке остале без икаквог извора финансија. У септембру 1898. године Ићијо је пронашла кућу за своју породицу у Хонгоу, међутим, услед ниских примања, живеле су само од зараде коју су добијале шивењем и прањем одеће својих комшија. Хигућина професорка Утако обећала јој је позицију учитељице вака поезије и калиграфије у једној женској школи, што није било могуће због њеног младог узраста и недовољног формалног образовања.

## Живот и књижевно стваралаштво

### Почетак књижевног рада
У време очеве и братове смрти, инспирисана успехом своје пријатељице Танабе Тацуко, Ићијо је почела да разматра бављење писањем као начин да обездбеди породици потребна средства за живот. Водила је дневник од јануара до априла 1887. године, као и четири године касније, од априла 1891. до јула 1896. године. 15. априла 1891. године Ићијо је поново започела писање дневника, што је уједно био и дан када ју је познати романописац и новинар Накараи Тосуи прихватио као ученицу. Ићијо је од њега учила јапанске класике и вака поезију, док јој је он упоредо давао савете у вези са њеним књижевним радом. Убрзо је почела са изучавањем модерне и класичне књижевности и предузела прве кораке ка стварању свог првог оригиналног дела, што јој је, према речима њеног дневника, у почетку било изузетно тешко, премда није губила вољу. 14. фебруара 1892. године Ићијо је завршила свој први рукопис – Јамизакура. Јамизакура и неколико дела ране фазе њеног стваралаштва објављена су у часопису Мусашино, који је водио њен тадашњи учитељ, Накараи Тосуи. Дела ране фазе стваралаштва Хигући Ићијо карактерише неприродан сиже и доследно класичан стил. Пошто су је пријатељице са академије и професорка Утако на основу гласина окривиле за непримерен однос са Накараијем Тосуијем, била је приморана да прекине комуникацију са њим како би очувала свој углед.

### Уметнички развој
Прекинувши однос са Накараијем Тосуијем и часописом Мусашино, Ићијо преко пријатељице Мијаке Кахо објављује причу Умореги у новембру 1892. године. У овом делу примећује се нови, реалистичан стил и њен свестан покушај да се осамостали као уметник. Прича Умореги најављује Хигући Ићијо као изузетно важну фигуру јапанске књижевности периода Меиђи. На пролеће 1893. године, почела је да објављује своје приче у часопису Бунгакаи. У марту исте године објављује и дело Јуки но хи, за које се верује да је инспирисано њеним осећањима према Накараију Тосуију. Познато је да је Хигући Ићијо након тога привукла велику пажњу бројних младића из ондашњих књижевних кругова, као и да су та искуства дорпинела њеном даљем књижевном раду.
Због континуираног лошег финансијског стања Ићијо је престала са писањем и са породицом се преселила у сиромашнији крај града, где заједно са мајком и сестром отвара малу продавницу, у намери да заради више новца. Мећутим, жеља за писањем јој се брзо враћа и она одлучује да напише причу Кото но не, у којој изражава своју жудњу за лепим.

## Последње године живота
После десет тешких и неизвесних месеци вођења нове продавнице, Ићијо и њена породица одлучују да је затворе и поново се врате у крај града у коме су некада живеле. Међутим, сећања на овај животни период и четврт у коме је тада живела постаће основа за њено ремек-дело – Такекурабе. Дело Такекурабе је објављивано годину дана у часопису Бунгакаи од јануара 1895. године. Крајем 1894. и током 1895. године, Ићијо достиже врхунац свог стваралаштва и пише бројна дела, као што су Нигорие, Ђусан'ја, Вакаремићи, Кокумин но томо и Варе кара.
Последња дела њеног књижевног опуса донела су јој велику славу и признање, посебно због начина на који у њима описује живот и социјалну позицију јапанске жене свога времена.
Дана 23. новембра 1896. године, Хигући Ићијо умире од туберкулозе у двадесет и четврој години живота.